# Paul d'Estournelles
Paul Henri Benjamin Balluet d'Estournelles de Constant, barón de Constant de Rébecque (La Flèche, Francia, 22 de noviembre de 1852 - Burdeos, 15 de mayo de 1924) fue un diplomático y político francés, defensor del arbitraje internacional y ganador (con Auguste-Marie-François Beernaert) del Premio Nobel de la Paz en 1909.

## Biografía
Nació en La Flèche (Sarthe), en el valle del Loira, en el seno de la familia Constant de Rebecque; el célebre escritor y político de la época de la Revolución Benjamin Constant era su tío abuelo. Tras estudiar Derecho y Lenguas Orientales en el Liceo Louis-le-Grand de París, Estournelles de Constant emprendió la carrera diplomática en 1876.

## Trayectoria
Entre los primeros destinos diplomáticos de Estournelles de Constant figuran Montenegro, el Imperio Otomano, los Países Bajos, Gran Bretaña y Túnez; en 1882 regresó a París para trabajar como subdirector de la oficina de Levante del Ministerio de Asuntos Exteriores. En 1890 fue destinado a Londres como encargado de negocios francés, donde contribuyó a evitar la guerra con Gran Bretaña por disputas coloniales. Frustrado por las limitaciones del servicio diplomático, se presentó como candidato al Parlamento en 1895, consiguiendo un escaño en la Cámara de Diputados. En 1904, Estournelles de Constant se presentó y obtuvo un escaño en el Senado, por la Sarthe, donde permaneció hasta el final de su carrera en 1924.
Estournelles de Constant se dedicó sobre todo a mejorar las relaciones internacionales y fue miembro del Tribunal Permanente de Arbitraje desde 1900. Representó a Francia en las dos Conferencias de Paz de La Haya (1898 y 1907) y esbozó una visión de la Unión Europea.
Desde 1904, y más oficialmente desde 1905, Paul d'Estournelles de Constant presidió la Asociación para la Conciliación Internacional, con la que intentó influir en las políticas internacionales de arbitraje, desarme y paz.
Estournelles de Constant fue elegido Miembro Internacional de la American Philosophical Society en 1907.
Ayudó a Léon Bollée, principal apoyo del estadounidense Wilbur Wright, pionero de la aviación en sus experimentos aéreos del 8 de agosto de 1908 y el 2 de enero de 1909, en Le Mans y en la Sarthe, en el hipódromo de Hunaudières y después en el campo militar de Auvours. 
En 1909 compartió el Premio Nobel de la Paz con Auguste Beernaert, como fundador y presidente del grupo parlamentario francés del Comité de defensa de los intereses nacionales y de conciliación internacional.

## Homenajes póstumos
En La Flèche, su pueblo natal, existen dos establecimientos escolares que llevan su nombre. Igualmente, una sala de conferencias de la Universidad de Maine se llama como él.
En la place des Jacobins (plaza de los Jacobinos) de Le Mans existe un monumento suyo, creado por Paul Landowski.